# Globare
Globare (serbisch-kyrillisch Глобаре) ist ein serbisches Dorf in der Gemeinde Kruševac.
Der Ort hat 402 Einwohner (Zensus 2002).